# Paartanz

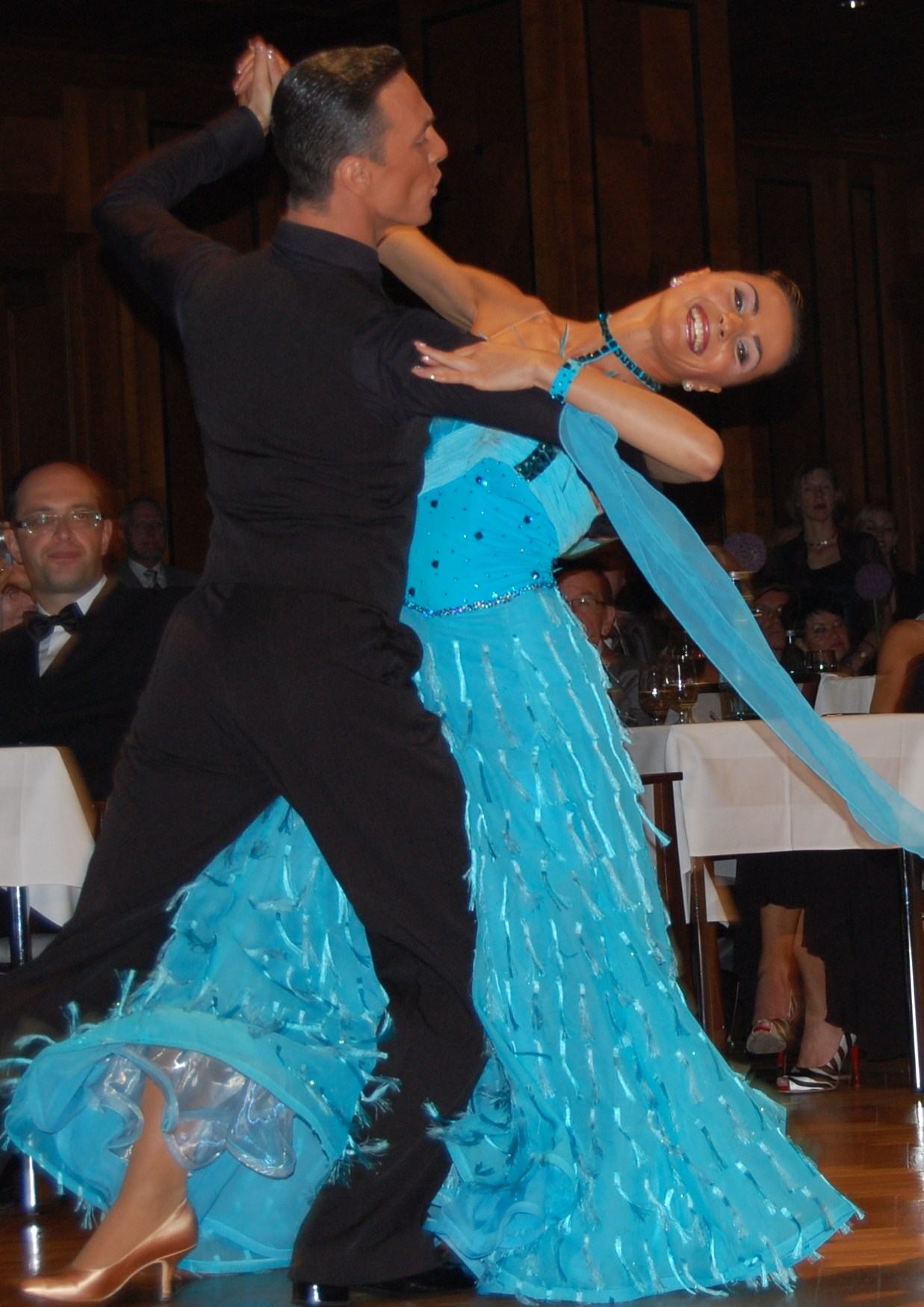
Geschlossene Tanzhaltung in den Standardtänzen. Der linke Arm der Dame liegt auf dem Oberarm des Herren.

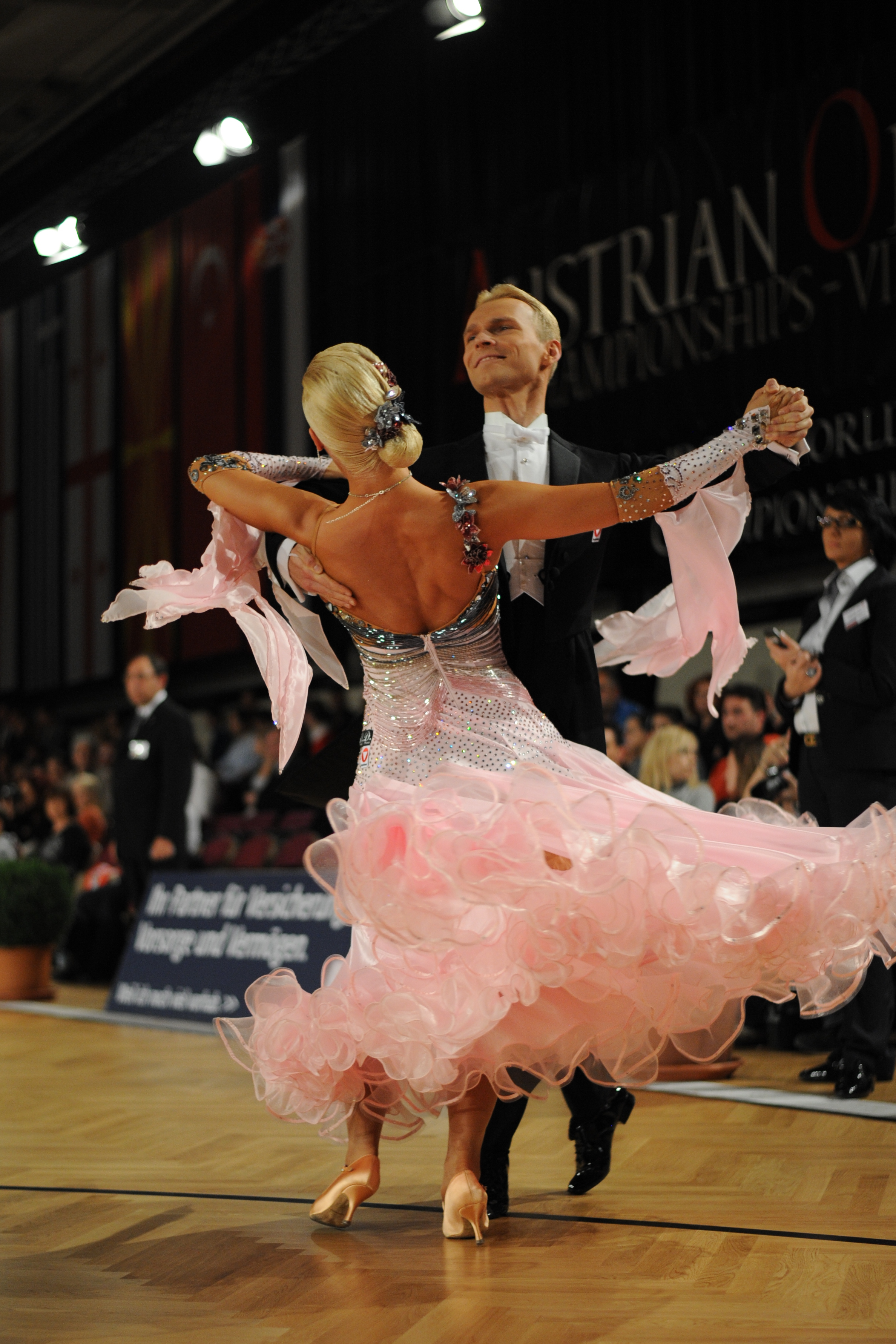
Geschlossene Tanzhaltung in den Standardtänzen. Die rechte Hand des Herren liegt leicht unterhalb des Schulterblatts der Dame.

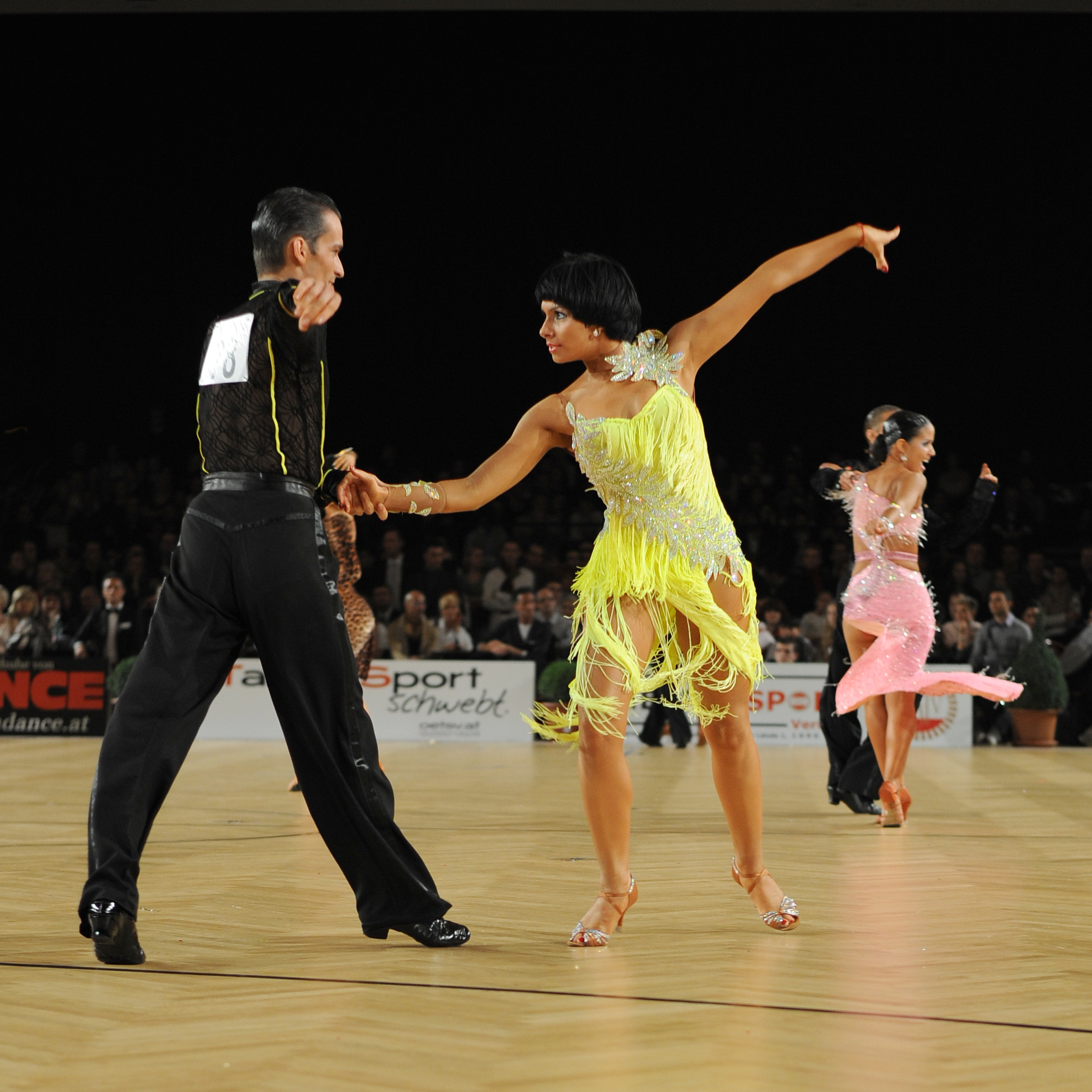
Offene Tanzhaltung im Cha Cha Cha. Nur die linke Hand des Herren und rechte Hand der Dame sind gefasst.

Ein Paartanz ist ein Tanz, der von zwei Personen (sogenannte Tanzpartner) gemeinsam getanzt wird. Im Gegensatz zum Einzel- und Gruppentanz findet hier ein abgestimmtes Zusammenspiel zwischen zwei Personen statt. In der Regel wird die Führenderolle (Herr) von einem Mann und die Folgenderolle (Dame) von einer Frau eingenommen, aber auch die umgekehrte Rollenverteilung ist möglich.

## Ausführung
Es gibt mehrere Möglichkeiten, ein harmonisches Zusammenspiel zweier Tänzer zu erreichen: Durch das vorherige Einstudieren einer festen Choreografie mit Führung oder nur durch Führung oder durch reine Improvisation in freien Tänzen, bei denen sich die Partner ohne Kontakt gegenüberstehen. 
Unter Führung versteht man, dass der Führende (engl. Leader) dem Geführten (engl. Follower) durch körperliche Signale und zeitlich präzise Führungsimpulse mitteilt, welche Bewegung oder Tanzfigur als Nächstes folgt. Eine weitere Möglichkeit, einen harmonischen Paartanz zu erreichen, ist die Ansage durch einen Cuer, wie beispielsweise im Round Dance.

## Tanzhaltung
In den meisten Paartänzen gibt es eine oder mehrere typische Paartanzhaltungen. Hier kann man oft unterscheiden zwischen einer offenen Tanzhaltung, bei der nur eine oder beide Hände gefasst werden und einer geschlossenen Tanzhaltung, bei der typischerweise der rechte Arm des Herrn um den Rücken der Dame gelegt wird. Auf diesen „Rahmen“ kann dann die Dame ihren Arm ablegen, so dass ihre linke Hand zwischen Schulter und Ellenbogen des Herrn ruht. Die linke Hand des Herrn hält dabei meist die rechte Hand der Dame. In manchen Tänzen wie beispielsweise Balboa und Shag gibt es auch Tanzhaltungen, bei denen sich die Oberkörper leicht berühren. Auch im Blues wird oft so eng getanzt.

## Tänze
Beispiele für Paartänze sind die Lateinamerikanischen Tänze (Cha-Cha-Cha, Samba, Rumba, Jive und Paso Doble), die Standardtänze (Wiener Walzer, Langsamer Walzer, Quickstep, Tango und Slowfox), die meisten Swing-Tänze (Lindy Hop, Balboa, Shag und Boogie-Woogie, West Coast Swing) sowie Discofox, Foxtrott, Rock ’n’ Roll, Tango Argentino und Salsa.

## Gleichgeschlechtlicher Paartanz
Gleichgeschlechtliche Tanzpaare sind ebenfalls möglich; man spricht dann von Equality Dancing. Jedoch werden gleichgeschlechtliche Tanzpaare auf Tanzsportturnieren nicht von allen Verbänden erlaubt. Die World DanceSport Federation (WDSF) erlaubt Stand 2024 (zumindest für die Paartanz-Disziplinen Standardtänze, Lateinamerikanische Tänze sowie Zehn Tänze) keine gleichgeschlechtlichen Paare, da der Begriff Tanzpaar als a male and a female partner definiert ist. Der World Dance Council (WDC) hat hier die gleichen Vorgaben, Tanzpaar wird als two people, a man and a woman definiert.
In Deutschland existiert mit dem Deutschen Verband für Equality Tanzsport (DVET), welcher ein Fachverband des Deutschen Tanzsportverbands (DTV) ist, ein Verband, der jährlich eine Deutsche Meisterschaft in Equality Dancing austrägt. Die Austragung erfolgt jeweils durch einen der Mitgliedsvereine.
Das Leitbild des DVET sieht hierbei eine möglichst weitgehende Entkopplung der üblichen Geschlechterrollen im Paartanz vor. So ist beispielsweise die Kleiderordnung erheblich liberaler als bei anderen Tanzsportturnieren. Führungswechsel innerhalb eines Tanzes sind üblich, aber nicht verpflichtend.